# Об'єднані провінції Аґри і Ауда
Об'єднані провінції Аґри і Ауда (англ. United Provinces of Agra and Oudh) або просто Об'єднані провінції — провінція Британської Індії, що існувала з 1856 по 1947 роки та складалася з території сучасних штатів Уттар-Прадеш і Уттаракханд. Назва провінції походить від назви міст Аґри і Ауда. З 1856 по 1902 рік провінція мала назву «Північно-західних провінцій і Ауда» (North-Western Provinces and Oudt), а після 1935 року — «Об'єднаних провінцій».